# Шовано (Вісконсин)
Шовано (англ. Shawano) — місто (англ. city) в США, в окрузі Шавано штату Вісконсин. Населення — 9243 особи (2020).

## Географія
Шовано розташоване за координатами 44°46′40″ пн. ш. 88°35′10″ зх. д. / 44.77778° пн. ш. 88.58611° зх. д. (44.777894, -88.586019).  За даними Бюро перепису населення США в 2010 році місто мало площу 17,27 км², з яких 17,02 км² — суходіл та 0,25 км² — водойми.

## Демографія
Згідно з переписом 2010 року, у місті мешкало 9305 осіб у 3960 домогосподарствах у складі 2299 родин. Густота населення становила 539 осіб/км².  Було 4309 помешкань (250/км²).
Расовий склад населення:
| - 82,4 % — білих - 12,3 % — корінних американців - 0,7 % — чорних або афроамериканців - 0,4 % — азіатів - 0,1 % — вихідців з тихоокеанських островів - 1,2 % — осіб інших рас |

До двох чи більше рас належало 2,8 %. Частка іспаномовних становила 3,1 % від усіх жителів.
За віковим діапазоном населення розподілялося таким чином: 23,0 % — особи молодші 18 років, 57,2 % — особи у віці 18—64 років, 19,8 % — особи у віці 65 років та старші. Медіана віку мешканця становила 39,8 року. На 100 осіб жіночої статі у місті припадало 89,3 чоловіків;  на 100 жінок у віці від 18 років та старших — 85,5 чоловіків також старших 18 років.
Середній дохід на одне домашнє господарство  становив 52 412 долари США (медіана — 40 847), а середній дохід на одну сім'ю — 61 551 долар (медіана — 51 867). Медіана доходів становила 43 587 доларів для чоловіків та 31 465 доларів для жінок. За межею бідності перебувало 12,5 % осіб, у тому числі 15,7 % дітей у віці до 18 років та 8,7 % осіб у віці 65 років та старших.
Цивільне працевлаштоване населення становило 4362 особи. Основні галузі зайнятості: виробництво — 21,4 %, освіта, охорона здоров'я та соціальна допомога — 18,9 %, мистецтво, розваги та відпочинок — 16,5 %, роздрібна торгівля — 14,5 %.